# Clémentine (téléfilm, 2008)
Pour les articles homonymes, voir Clémentine (homonymie).
Clémentine est en téléfilm français de 2008 réalisé par Denys Granier-Deferre.

## Synopsis
L'avocat et ancien juge Moineau se souvient le procès de la prostituée Clémentine. Benjamine d'une famille pauvre, Clémentine est, dès l'âge de 14 ans, violentée par son père et prostituée par son frère Paulin. À sa mort, elle s'enfuit à Paris, pendant l'occupation. Une nuit, alors qu'elle se promène après le couvre-feu, elle est arrêtée par la police et conduite au camp de Drancy, où elle rencontre la jeune femme, Claude. Déportées dans le camp de Ravensbrück en Allemagne, toutes deux se dévouent pour leurs camarades d'infortune, sauvant de la mort des dizaines de prisonnières. Claude meurt, mais Clémentine, malgré son chagrin, continue sa tâche. De retour à Paris, elle poursuit son action en intégrant L'Entraide. Clémentine rentre dans la prostitution et elle prend le soin du mineur René.

## Fiche technique
- Réalisation : Denys Granier-Deferre
- Scénario : Jean-Claude Grumberg, d'après la nouvelle de Vercors
- Musique : Bernard Grimaldi
- Montage : Isabelle Razavet
- Pays :  France
- Langue : français
- Durée : 91 min

## Distribution
- Constance Dollé : Clémentine
- Jean-François Balmer :avocat-juge Moineau
- Jocelyne Desverchère : Me Geneviève Lemaire
- Guilaine Londez : Clara
- Mélanie Leray : Claude Ordinand
- Olga Grumberg : Laure Chatillon
- Julie-Marie Parmentier : témoin déportée
- Catherine Mouchet : témoin poème
- Sébastien Thiéry : René Marchand
- Didier Lesour : l'interlocuteur de Me Moineau
- Elisabeth Macocco : présidente F.A.D.
- Jean-Claude Bolle-Reddat : le propriétaire du bureau d'entraîde
- Éric Prat : brigadier Gustave
- Georges Siatidis : le procureur